# Herrschaft Badenweiler

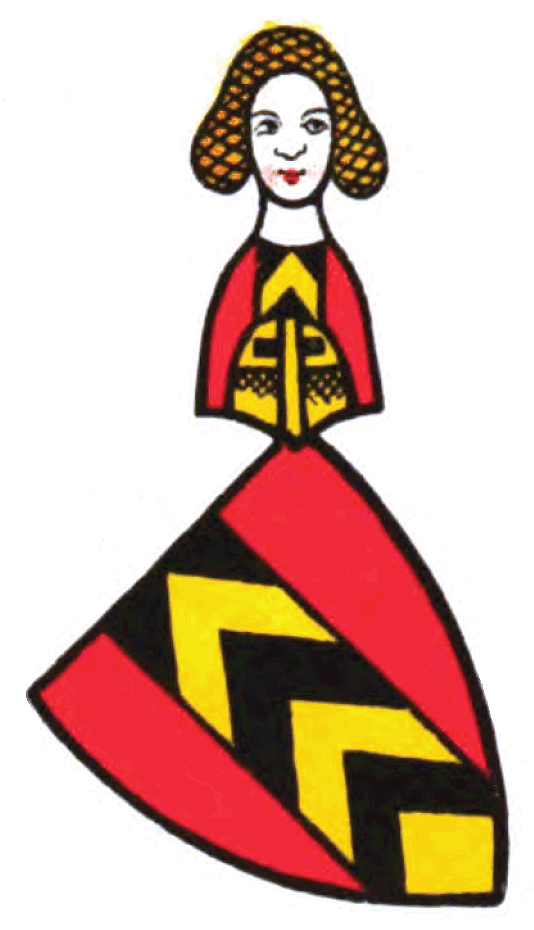
Wappen der Grafen von Neuenburg-Nidau und Strassberg

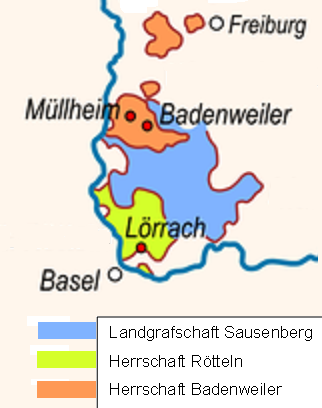
Das Markgräflerland mit den drei Teilgebieten ab 1444

Die Herrschaft Badenweiler war ein Territorium im Heiligen Römischen Reich, das dem Haus Baden gehörte. Die Herrschaft wurde benannt nach der Gemeinde Badenweiler im Landkreis Breisgau-Hochschwarzwald in Baden-Württemberg, die der Hauptort der Herrschaft war.

## Geschichte

### Zähringer, Welfen und Staufer 1061–1218
Die Entstehung der Herrschaft Badenweiler ist nicht nachgewiesen. Es wird angenommen, dass im Zusammenhang mit der Ernennung Berthold I. von Zähringen zum Herzog von Kärnten und zum Markgrafen von Verona (1061) die Herrschaft entstanden ist. Berthold – nun Reichsfürst – stand mit seinen Besitzungen nicht mehr unter der Oberherrschaft des Herzogs von Schwaben – zu dieser Zeit war das Rudolf von Rheinfelden. 1147 heiratete Clementia von Zähringen, die Tochter von Konrad I. von Zähringen, den Welfenherzog Heinrich den Löwen. Zur Mitgift von Clementia gehörten Burg und Herrschaft Badenweiler. Heinrich der Löwe tauschte 1158 die Herrschaft Badenweiler mit Kaiser Friedrich Barbarossa gegen Schloss Herzberg und Burg Scharzfels am Zugang zum südlichen Harz, wodurch Heinrich der Löwe der angestrebten Kontrolle über den Harz näher kam. Die Ehe wurde 1162 wegen zu naher Verwandtschaft geschieden – sie war ein politisches Bündnis gegen die Staufer gewesen und wurde von diesen hintertrieben. Von den Staufern kam die Herrschaft Badenweiler wieder zurück an die Zähringer, in deren Besitz sie jedenfalls 1218 beim Tod von Berthold V. von Zähringen war. Eine Hypothese ist, dass bereits Barbarossa die Herrschaft Badenweiler für die Unterstützung beim Zweiten Italienzug an Berthold IV. von Zähringen zurückgab.

### Die Grafen von Urach-Freiburg-Fürstenberg und von Strassberg 1218–1444
Der Uracher Graf Egino IV. erbte 1218 einen Teil der zähringischen Besitzungen, wozu auch jene im Breisgau mit der Hauptstadt Freiburg gehörten. Sein Sohn Egino V. nannte sich ab 1230 Graf von Freiburg. Bereits unter den Söhnen des zweiten Grafen von Freiburg, Konrad I., kam es zu einer Teilung der Besitzungen, wobei Heinrich die Herrschaft Badenweiler erhielt, während sein Bruder Egino die übrigen Gebiete mit Freiburg erbte. Heinrichs Tochter Margarethe war beim Tod ihres Vaters (1303) mit Otto Graf von Strassberg verheiratet und erbte die Herrschaft Badenweiler. Imer von Strassberg, der einzige Sohn von Otto und Margarethe, starb 1364 ohne männlichen Erben. Imers Tante, Verena, war mit Graf Heinrich II. von Fürstenberg verheiratet, dessen Söhne Graf Heinrich III. von Fürstenberg und Konrad von Fürstenberg, Graf zu Wartenberg nun die Erbschaft antraten.
Mit dem Friedensvertrag vom 30. März 1368 zwischen der Stadt Freiburg und Graf Egino III. von Freiburg kaufte sich Freiburg von seinen Grafen frei. Bestandteil des Vertrags war auch, dass die Stadt Freiburg für Egino die Herrschaft Badenweiler von seiner Fürstenberger Verwandtschaft kaufte.

### Habsburger
Eginos Sohn, Konrad III., verpfändete die Herrschaft 1398 an Herzog Leopold von Österreich. Katharina von Burgund, die Gattin von Herzog Leopold, bewohnte das ihr von Leopold als Pfand überlassene Schloss zeitweise.
Für die Bewohner der Herrschaft Badenweiler war die Verpfändung an die Habsburger keine glückliche Fügung, da sie nun in deren Konflikte mit der Eidgenossenschaft hineingezogen wurden. Im Krieg Katharinas mit der Eidgenossenschaft wurden Schloss und Herrschaft 1409 teilweise zerstört. 1412 löste Herzog Friedrich von Österreich die Herrschaft Badenweiler wieder aus, er verpfändete sie aber bald wieder. Die Pfandherren wechselten noch mehrfach, bis Graf Johann sie 1444 seinen Neffen Rudolf IV. und Hugo von Hachberg-Sausenberg schenkte.
Johann hatte die Herrschaft am 12. März 1418 von Kaiser Sigmund zugesprochen erhalten, der sie dem geächteten Herzog Friedrich von Österreich abgenommen hatte.

### Die Herren über Badenweiler bis 1444
Die Reihe der Herren über Badenweiler ist bis 1444 nicht lückenlos nachweisbar. Insbesondere ist der Übergang von den Staufern auf die Zähringer nicht klar und überdies hatten die Grafen von Freiburg die Herrschaft verschiedentlich noch verpfändet.
| Name                          | Anmerkungen | Lebensdaten                                   | Regierungsdaten |
| ----------------------------- | --- | --------------------------------------------- | --------------- |
| Berthold I. von Zähringen     | | * um 1000; † 1078                             | 1061–1078       |
| Berthold II. von Zähringen    | | * um 1050; † 12. April 1111                   | 1078–1111       |
| Berthold III. von Zähringen   | | * um 1085/1095; † 3. Dezember 1122            | 1111–1122       |
| Konrad I. von Zähringen       | | * um 1090; † 8. Januar 1152                   | 1122–1147       |
| Heinrich der Löwe             | seine erste Ehefrau Clementia von Zähringen brachte die Herrschaft Badenweiler als Mitgift mit                                                                                        | * um 1129/1130 oder 1133/35; † 6. August 1195 | 1147–1158       |
| Friedrich Barbarossa          | tauscht die Herrschaft von Heinrich dem Löwen gegen zwei Burgen im Harz ein | * um 1122; † 10. Juni 1190                    | 1158– ?         |
| Berthold IV. von Zähringen    | es ist nicht bekannt wann und auf welchem Wege die Herrschaft wieder an die Zähringer kam                                                                                             | * um 1125; † 8. Dezember 1186                 | ?               |
| Berthold V. von Zähringen     | es ist nicht bekannt wann und auf welchem Wege die Herrschaft wieder an die Zähringer kam                                                                                             | * um 1160; † 18. Februar 1218                 | ? –1218         |
| Egino IV. Graf von Urach      | beerbt die Zähringer, da er ein Schwager von Berthold V. von Zähringen war | * um 1160; † 12. Januar 1230                  | 1218–1230       |
| Egino V. Graf von Urach       | nennt sich als erster Graf von Freiburg; kann sich mit Unterstützung seines Bruders, des Kardinalbischof Konrad von Urach, im Streit um das Zähringererbe gegen die Staufer behaupten | * um 1185; † 1236/37                          | 1230–1236       |
| Konrad I. Graf von Freiburg   | Teilung des Erbes mit seinem Bruder Heinrich Graf von Fürstenberg | * um 1226; † 1271                             | 1236/37–1271    |
| Heinrich Graf von Freiburg    | 1272 Teilungsvertrag mit seinem Bruder Egino II. | † 1303                                        | 1272–1303       |
| Otto von Strassberg           | seine Ehefrau erbt die Herrschaft Badenweiler | † 1315                                        | 1303–1315       |
| Imer von Strassberg           | | † 1364                                        | 1315–1364       |
| Heinrich III. von Fürstenberg | erbt die Herrschaft zusammen mit seinem Bruder Konrad von Fürstenberg-Wartenberg | † 1367                                        | 1364–1367       |
| Heinrich IV. von Fürstenberg  | Konrad von Fürstenberg-Wartenberg und Heinrich verkaufen 1368 die Herrschaft an die Stadt Freiburg, die sie ihrerseits Egino III. als Teil des Freikaufs übergibt                     |                                               | 1367/68         |
| Egino III. Graf von Freiburg  | erhält die Herrschaft als Abfindung für den Verkauf seiner Rechte an Freiburg; Epitaph in der Kirche von Badenweiler                                                                  | † 1385                                        | 1368–1385       |
| Konrad III. Graf von Freiburg | verpfändet die Herrschaft 1398 an die Habsburger | * 1372; † 16. April 1424                      | 1385–1398       |
| Leopold von Österreich        | hat die Herrschaft als Pfand für die Schulden von Konrads Vater | * 1371; † 1411                                | 1398–1404       |
| Katharina von Burgund         | lebt 1404 bis 1406 auf Burg Baden in Badenweiler | * 1378; † 1425                                | 1404–1412       |
| Friedrich von Österreich      | löst die Herrschaft 1412 ein, verpfändet sie aber wieder; verliert die Herrschaft Badenweiler durch Kaiser Sigmund 1418 an Johann von Freiburg                                        | * 1382; † 1439                                | 1412–1418       |
| Johann Graf von Freiburg      | verschenkt 1444 die Herrschaft Badenweiler an die Markgrafen von Hachberg-Sausenberg                                                                                                  | * 26. Mai 1396; † 19. Februar 1458            | 1418–1444       |

### Die Markgrafen von Hachberg-Sausenberg 1444–1503
Durch die Schenkung des letzten Grafen von Freiburg, Johann, kam die Herrschaft 1444 an die Markgrafschaft Hachberg-Sausenberg.

### Die Markgrafen von Baden 1503–1535
Die Markgrafschaft Hachberg-Sausenberg fiel 1503 aufgrund eines Erbvertrages zwischen Markgraf Philipp von Hachberg-Sausenberg und Markgraf Christoph I. von Baden an die Hauptlinie zurück und gehörte damit zur Markgrafschaft Baden.
Nachdem seine Brüder Bernhard und Philipp am 26. Juli 1515 ihr Einverständnis mit der Landesteilung gegenüber den Landschaften erklärt hatten, konnte Markgraf Ernst am 1. August 1515 die Regierung als Statthalter und seit 15. Januar 1516 als Vormund seines Vaters, Christoph I., über Teile des badischen Oberlandes mit der Herrschaft Badenweiler übernehmen.

### Die Markgrafen von Baden-Durlach 1535–1771
Im badischen Oberland gab es drei Oberämter der Markgrafschaft Baden-Durlach, wovon eines das Oberamt Badenweiler war, das seit 1725 seinen Verwaltungssitz in Müllheim hatte und von einem sogenannten Landvogt als Oberbeamten verwaltet wurde.

### Die Markgrafen von Baden 1771–1803
1773 wurde das bisherige Amt Sulzburg dem Oberamt Badenweiler der seit 1771 wiedervereinigten Markgrafschaft Baden zugeschlagen.

### Das Kurfürstentum Baden 1803–1806
Mit dem deutlichen Gebietszuwachs aufgrund des Reichsdeputationshauptschlusses war das 1803 neu entstandene Kurfürstentum Baden gezwungen auch seine Verwaltungseinheiten neu zu organisieren. Dies erfolgte mit den Organisationsedikten, die insbesondere von Johann Nicolaus Friedrich Brauer entworfen wurden. Hierbei wurden nun auch die Herrschaften aufgelöst. Im badischen Oberland sollte die Landvogtei Sausenberg als staatliche Mittelinstanz geschaffen werden, der folgende Ämter zugeordnet werden sollten:
- Stabsamt Wolfenweiler; bisherige untere oder niedere Vogteien der Herrschaft Badenweiler
- Oberamt Badenweiler; bisherige obere Vogteien der Herrschaft Badenweiler und das alte Amt Sulzburg, sowie der größere Teil der bisherigen fürstbischöflich baselischen Landvogtei Schliengen, sowie einigen Ortschaften der Herrschaft Rötteln und der Landgrafschaft Sausenburg
- Oberamt Rötteln; bisherige Herrschaft Rötteln und die Landgrafschaft Sausenburg

### Das Großherzogtum Baden 1806–1918
Im 1806 neu gebildeten Großherzogtum Baden wurde auch die Verwaltung nochmals neu gegliedert:
- Oberamt Schliengen
- Oberamt Badenweiler
- Stabsamt Wolfenweiler (im Juni verkündet, im Oktober aufgehoben)

Mit dem Untergang des alten Reiches waren auch die alten Gebietseinheiten untergegangen.

## Wappen
Die Blasonierung lautet: In Rot ein mit drei schwarzen Sparren belegter goldener Pfahl.
Obwohl die Grafen von Strassberg nur eine relativ kurze Zeitspanne (1303–1364) die Herren der Herrschaft Badenweiler waren, wurde ihr Wappen als Wappen der Herrschaft weitergeführt und findet sich auch noch als Teil des Wappens des Großherzogtums Baden.
Außer der Gemeinde Badenweiler führen auch noch einige andere Gemeinden der ehemaligen Herrschaft den Pfahl mit den Sparren im Wappen. Dies ist auch im Kanton Neuenburg – wo ebenfalls Nebenlinien der Grafen von Neuenburg regierten – der Fall, wo beispielsweise die Gemeinde Valangin ein Wappen führt, das dem von Badenweiler entspricht.

## Wirtschaft
Neben Wiesen, Wald und Getreide gab es Weinanbau und Eisenerz, das auch bei Badenweiler verarbeitet wurde.

## Das Gebiet der Herrschaft
Die oberen Vogteien der Herrschaft Badenweiler grenzten im Norden an Vorderösterreich sowie im Süden und Osten an die Landgrafschaft Sausenburg und im Westen an den Rhein. Die unteren Vogteien (siehe Liste ab Wolfenweiler) waren gänzlich durch vorderösterreichisches Gebiet eingeschlossen. Die Herrschaft gehörte zum badischen Oberland.
Die Herrschaft war in Vogteien eingeteilt.
Sie umfasste die nachfolgend aufgeführten größeren Ortschaften. Insgesamt hatte das Gebiet um 1790 ca. 10 600 Einwohner.
| Vogteien                    | Jahr des Erwerbs | zugehörige Orte | Anmerkungen | Wappen |
| --------------------------- | ---------------- | --- | --- | ------ |
| Müllheim im Markgräflerland |                  | | |        |
| Badenweiler                 |                  | mit Oberweiler, Niederweiler, Zunzingen, Schweighof, Sirnitz, Lipburg, Sehringen sowie Bergwerk Haus Baden und Burg Baden | |        |
| Britzingen                  |                  | mit Burg Neuenfels; Dattingen; Muggardt; Güttigheim                                                                       | |        |
| Laufen                      |                  | mit St. Ilgen und Gallenweiler                                                                                            | |        |
| Seefelden                   |                  | mit Betberg | |        |
| Buggingen                   |                  | | |        |
| Hügelheim                   |                  | mit Zienken | der Ort wurde 1101 erstmals urkundlich erwähnt. Die Ortsherrschaft kam über die Üsenberger an die Grafen von Freiburg |        |
| Wolfenweiler                |                  | mit Leutersberg | |        |
| Schallstadt                 |                  | mit Föhrenschallstadt | |        |
| Haslach                     |                  | | |        |
| Mengen                      |                  | mit Bechtoldskirch (heute eine Wüstung)                                                                                   | 1368 durch die Grafen von Freiburg                                                                                    |        |
| Tiengen                     |                  | mit Schlatthöfe | |        |
| Opfingen                    |                  | mit St. Nikolaus | |        |

Eine Sonderstellung hatten Ballrechten, und Dottingen die zunächst zur Herrschaft Staufen gehörten, aber 1458 von Markgraf Karl I. von Baden den Herren von Staufen als Mannlehen übergeben wurden. Erst nachdem die Herren von Staufen 1602 ausgestorben waren, zogen die Markgrafen das Lehen wieder an sich und beide Orte wurden zusammen mit der alten Herrschaft Badenweiler verwaltet, wobei sie katholisch blieben.

### Lexika
- Philipp Ludwig Hermann Röder (Hrsg.): Geographisches Statistisch-Topographisches Lexikon von Schwaben, Band 1, Ulm 1791, Spalte 169–171 (Digitalisat der Bayerischen Staatsbibliothek)
- Geographisch-statistisch-topographische Beschreibung von dem Kurfürstenthum Baden; 1. Die Badische Markgraffschaft / bearbeitet von Joh. Wilh. Schmidt. 1804, S. 72–79 (Digitalisat der Bayerischen Staatsbibliothek); S. 357–362 Stabsamt Wolfenweiler (Digitalisat der Bayerischen Staatsbibliothek); S. 362–384 Oberamt Badenweiler (Digitalisat der Bayerischen Staatsbibliothek)
- Badische Historische Kommission (Hrsg.), bearbeitet von Albert Krieger: Topographisches Wörterbuch des Großherzogtums Baden, Heidelberg 1904, Band 1, Spalte 105–109 (Digitalisat der UB Heidelberg)
- Franz Xaver Kraus: Die Kunstdenkmäler des Grossherzogthums Baden, Tübingen und Leipzig, 1901, Fünfter Band – Kreis Lörrach; S. 65–95 (Digitalisat der UB Heidelberg)
- Emil Notheisen: Die Gemeinden der Herrschaft Badenweiler. Nach einem Bericht des badischen Oberamtmanns Johann Michael Saltzer (1754). In: Schau-ins-Land Jahrgang 81 (1963), S. 116–123 (Digitalisat der UB Freiburg)

### Zu Teilaspekten
- Thomas Simon: Grundherrschaft und Vogtei. Eine Strukturanalyse spätmittelalterlicher und frühneuzeitlicher Herrschaftsbildung (= Studien zur europäischen Rechtsgeschichte. Bd. 77). Klostermann Verlag, Frankfurt am Main 1995, ISBN 3-465-02698-5 (Zugleich: Dissertation, Universität Freiburg (Breisgau), 1992).
- Karl Seith: Burg und Herrschaft Badenweiler im Wandel der Geschichte bis zum Übergang an die Markgrafschaft Baden i. J. 1503. In: Das Markgräflerland, Heft 1961/1, S. 73–83 (Digitalisat der UB Freiburg)
- Karl-Bernhard Knappe: Burg Badenweiler. Aspekte ihrer Geschichte. In: Das Markgräflerland, Heft 1994/2, S. 70–96 (Digitalisat der UB Freiburg)
- Gustav Wever: Chronik der Vogtei Badenweiler, Badenweiler 1869 (Digitalisat der Badischen Landesbibliothek)
- Christian Philipp Herbst: Chronik von Britzingen im Großherzogthum Baden, Freiburg i.Br. 1841 (Digitalisat bei Google Books)
- Jakob Bossert: Geschichte des zur Markgrafenschaft Baden-Durlach ehemals Hochberg-Badenweiler’schen Herrschaft „niedere Vogtei“ gehörigen Ortes Opfingen. Poppen, Freiburg i. Br. 1904 (Digitalisat der UB Freiburg)
- Walter Küchlin: Hügelheim – Vom Werden und Vergehen der einstigen Vogtei. In: Das Markgräflerland Band 1/1997, S. 5–48 (Digitalisat der UB Freiburg)
- Walter Küchlin: Chronik der Vogtei Hügelheim, 1996
- Ernst Scheffelt: Badenweiler unter österreichischer Herrschaft, 1947
- Johannes Helm: Müllheim – Ein historischer Überblick. In: Das Markgräflerland Heft 2/1989, S. 7–28 (Digitalisat der UB Freiburg)
- Hans Jakob Wörner: Das Markgräflerland – Bemerkungen zu seinem geschichtlichen Werdegang. In: Das Markgräflerland. Heft 2/1994, S. 56–69, Schopfheim 1994 (Digitalisat der UB Freiburg)
- Johann Georg Jacobi: Sr. Hochfürstlichen Durchlaucht dem Herrn Markgrafen Carl Friedrich von Baden, bey dessen höchsterfreulicher Ankunft in seiner Herrschaft Badenweiler, überreicht im Namen der gesammten weltlichen und geistlichen Vorsteher und der Gemeinden des dortigen Oberamts: im Februar 1798, Freiburg 1798 (Digitalisat der UB Freiburg)
- Norbert Fichtlscherer: Katharina von Burgund – Beharrlichkeit bis in den Tod, 2010
- Friedrich Feßenbecker: Die Grafen von Straßberg und ihre Zeit. Ein Beitrag zur Geschichte der ehemaligen Herrschaft Badenweiler. In: Das Markgräflerland, 1964, Heft 1, S. 34–40 (Digitalisat der UB Freiburg)
- Friedrich Feßenbecker: Das Wappen der Kreisstadt Müllheim und das der ehemaligen Herrschaft Badenweiler. In: Das Markgräflerland, 1965, Heft 2, S. 93–105 (Digitalisat der UB Freiburg)
- Wolfdieter Haas: Friedrich Barbarossa und Heinrich der Löwe beim Tausch von Badenweiler gegen Reichsgut am Harz (1158). In: Zeitschrift für die Geschichte des Oberrheins, 131. Band (1983), S. 253–269
- Albert Ludwig: Die letzte Kirchenvisitation des 17. Jahrhunderts in der Herrschaft Badenweiler. In: Das Markgräflerland, Heft 2/1930/31, S. 39–53 (Digitalisat der UB Freiburg)